# Dhu-l-kuff
Dhu-l-kuff är en ö i Eritrea.   Den ligger i regionen Södra rödahavsregionen, i den nordöstra delen av landet, 180 km öster om huvudstaden Asmara. Arean är 3,2 kvadratkilometer.
Terrängen på Dhu-l-kuff är mycket platt. Öns högsta punkt är 15 meter över havet. Den sträcker sig 2,5 kilometer i nord-sydlig riktning, och 2,1 kilometer i öst-västlig riktning.